# Tranvia Lugo-Fusignano-Alfonsine
La tranvia Lugo-Fusignano-Alfonsine è stata una tranvia esercita con trazione a vapore. Attivata nel 1885 quale collegamento "veloce" per sostenere l'economia di tale area della Romagna e fortemente voluta dall'imprenditoria locale, la linea fu soppressa dopo soli venti mesi di esercizio.

## Storia
L'attivazione della stazione di Lugo, lungo la ferrovia Castelbolognese-Ravenna, avvenuta nel 1863, aveva portato un importante impulso all'economia della zona, prevalentemente agricola; analogo fenomeno era avvenuto ad Alfonsine, con una stazione lungo la ferrovia Ferrara-Rimini. Si accentuarono così quei fenomeni di crescita di una borghesia mercantile e imprenditoriale che portarono alla promozione di un collegamento fra tali località passante per Fusignano, così da non penalizzare favorire la crescita economica di tale centro.

### Genesi
Fra i numerosi esponenti locali coinvolti fu l'avvocato bolognese Raffaele Ghelli, già promotore delle ferrovie Bologna-Portomaggiore e Budrio-Massalombarda, che favorì la progettazione di alcune tranvie quali la Ravenna-Porto Corsini e la Lugo-Fusignano-Alfonsine.
Il primo pronunciamento ufficiale a favore del progetto di un collegamento Lugo-Alfonsine avvenne nella riunione del consiglio comunale di Alfonsine il 27 giugno 1880, subito seguita da analogo parere espresso dal comune di Lugo. Nel maggio 1881 un progetto fu elaborato dagli ingegneri Luigi Marescotti e Antonio Cavalieri Ducati e sottoposto a richiesta di un contributo per lo studio di fattibilità da parte degli enti territoriali attraversati; allo stesso si contrappose analogo studio presentato da Filippo Buriani, che già aveva ottenuto la concessione della citata Ravenna-Porto Corsini. In tutti i documenti citati l'opera veniva curiosamente indicata come "il tranvia", al maschile.
Al termine di un lungo dibattito per la valutazione delle due proposte, la Provincia optò per la proposta del Buriani, decisione che venne ratificata da tutti i comuni con la firma della convenzione del 3 novembre 1882. Il successivo capitolato fu stipulato il 31 maggio 1883 e, ai sensi dello stesso, nel dicembre del medesimo anno Buriani cedette la concessione ai signori Valentino Pasini e Giuseppe Dragoni di Ravenna.

### Costruzione ed esercizio
Il 14 febbraio 1884 si costituì ufficialmente la concessionaria dell'impianto, denominata Società dei tramvia a vapore Lugo-Fusignano-Alfonsine e Ravenna-Porto Corsini la quale, a causa di un contenzioso con il comune di Fusignano relativo all'ubicazione della stazione e delle relative difficoltà economiche, non risultò in grado di attivare i lavori di costruzione fino all'estate, quando un nuovo contenzioso sorse a Lugo, per le modalità con cui avrebbe dovuto essere realizzato il raccordo con la stazione ferroviaria; per il mantenimento di tale raccordo venne stabilito un canone da versare alla Società Italiana per le Strade Ferrate Meridionali.
L'apertura all'esercizio della tratta Lugo-Fusignano avvenne con una sobria cerimonia il 1º gennaio 1885, con un orario strutturato su quattro coppie giornaliere e piena soddisfazione dei cittadini di Lugo. Il successivo tronco Fusignano-Alfonsine fu attivato il 14 giugno 1885, con un orario aumentato a cinque coppie giornaliere.

### Il rapido declino
Nonostante la piena soddisfazione di utenti e comuni interessati, i risultati economici della linea non soddisfecero le attese di Pasini e Dragoni, che si rivolsero dunque alla Provincia con una comunicazione datata 4 maggio 1886, nella quale annunciavano l'intenzione di abbandonare l'esercizio.
Iniziò allora un lungo periodo di contenziosi legali, che portarono dapprima a una dilazione rispetto alla data di chiusura prevista, poi alla richiesta che fosse lo Stato a farsi carico delle spese di esercizio, inserendo la tranvia nell'elenco di ferrovie economiche di 4ª categoria, ed infine alla chiusura effettiva dell'impianto, avvenuta il 30 settembre 1886.

### La mancata riapertura
Il materiale fisso, con atto formale del 10 maggio 1888, passò alla Provincia e ai comuni di Lugo, Fusignano e Alfonsine che proseguirono nel tentativo, rivelatosi infruttuoso, di trovare un nuovo esercente per riaprire l'impianto. Nel medesimo anno venne istituita una linea di carrozze a cavalli che da via Tramvia, passando per Fusignano, raggiungeva Lugo.
Ancora nel 1911 si progettò di ricostruire la tranvia trasformandola in ferrovia economica, prolungandola verso nord con una tratta che avrebbe raggiunto Sant'Alberto e il Po di Primaro. La prima guerra mondiale impose di accantonare tale progetto che fu ripreso in seguito, senza successo, per la sola tratta Lugo-Fusignano. Nel 1917, frattanto si era concesso l'esercizio della parallela autolinea al lughese Andrea Mondini.

## Caratteristiche tecniche
| Unknown route-map component "CONTgq" | Station on transverse track | Unknown route-map component "CONTfq" |  |  |

| Unknown route-map component "uexKBHFa" |

| Unknown route-map component "uexBHF" |

| Unknown route-map component "uexBHF" |

| Unknown route-map component "uexBHF" |

| Unknown route-map component "uexBHF" |

| Unknown route-map component "uexBHF" |

| Unknown route-map component "uexBHF" |

| Unknown route-map component "uexBHF" |

| Unknown route-map component "uexBHF" |

| Unknown route-map component "uexBHF" |

|  | Unknown route-map component "uexSTRl" | Unknown route-map component "uexABZq+l" | Unknown route-map component "uexKBHFeq" |  |

| Unknown route-map component "CONTgq" | Transverse track | Unknown route-map component "emABZqr" | Station on transverse track | Unknown route-map component "CONTfq" |

A causa, di alcune inesattezze contenute in un documento del 1894, alcune fonti bibliografiche riportano informazioni errate circa l'effettiva natura della tranvia la modalità di esercizio, facendo confusione con il precedente servizio di carrozze a cavalli e quello automobilistico attivato dopo la prima guerra mondiale.

### Percorso
La linea, la cui lunghezza complessiva della tranvia risultava di 17,568 km, seguiva prevalentemente il percorso della via Quarantola, in seguito denominata strada provinciale 14. Il primo tratto lungo tale arteria, fino all'incontro del canale di scolo detto Arginello, era posato lungo il margine sinistro della stessa per poi rimanere prevalentemente sul lato opposto.
Collegata alla stazione di Lugo per mezzo del citato raccordo, la tranvia serviva piazza Garibaldi, Sant'Andrea, Bizzuno, e Pilastrino, per giungere a Fusignano, servita lungo la cosiddetta via Circonvallazione. Da qui il binario percorreva la strada provinciale, servendo le intersezioni con le vie Pistola, Placci (presso le Case Lacchini, frazione Scambio), Nuova e Borse, servite da altrettante fermate, giungendo infine al capolinea di Alfonsine.
Ulteriori località lungo il percorso, servite da semplici fermate a richiesta, erano costituite da Arginello, S. Antonio, Molino, San Savino e Celletta.
Alcune tracce della tranvia restano nei toponimi locali, quali la località e' scâmbi presso Bizzuno e via Tranvia ad Alfonsine.

## Materiale rotabile
Per l'esercizio "del tranvia", la società concessionaria acquistò nel 1884 due locomotive dalla Krauss di Monaco, cui seguirono l'anno successivo due ulteriori esemplari analoghi. La locomotiva numero 4 "Senio", costruita dalla Krauss nel 1885, fu ceduta alla tranvia Milano-Magenta, dalla quale fu venduta nel 1899 alla Società tranvie nella provincia di Cremona (STPC), prestando servizio sulle tranvie cremonesi con il numero 10.
Come materiale rimorchiato, vennero consegnate dalla Johan Weitzerd di Graz 8 carrozze passeggeri a 2 assi di prima e seconda classe, sulle quali venne applicato lo stemma municipale di ciascuno dei comuni attraversati dalla tranvia.

### Materiale motore - prospetto di sintesi
Dalle informazioni pervenute sulla tranvia risultano aver prestato servizio le seguenti locomotive:
| Unità         | Anno di costruzione | Costruttore | N. costruzione | Rodiggio | Velocità massima |
| ------------- | ------------------- | ----------- | -------------- | -------- | ---------------- |
| 1 - Lugo      | 1884                | Krauss      | 1261           | B        | 25 km/h          |
| 2 - Fusignano | 1884                | Krauss      | 1262           | B        | 25 km/h          |
| 3 - Alfonsine | 1885                | Krauss      | 1302           | B        | 25 km/h          |
| 4 - Senio     | 1885                | Krauss      | 1303           | B        | 25 km/h          |